# José Justo Corro

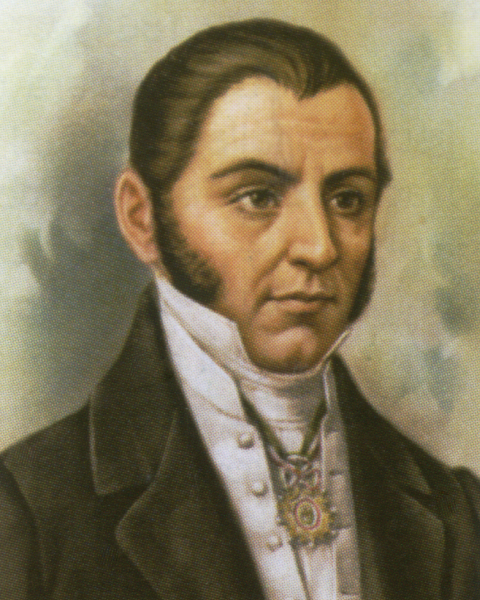
Jose Justo Corro.

José Justo Corro (Guadalajara, 8 maart 1794 - aldaar, 8 december 1864) was een Mexicaans politicus. Van 1836 tot 1837 was hij president van Mexico.
Onder president Miguel Barragán was hij minister van justitie. Toen deze overleed benoemde het congres hem tot president (27 februari 1836). Tijdens zijn regering verloor Antonio López de Santa Anna de oorlog tegen Texas. Hierop verbrak Corro de betrekkingen met de Verenigde Staten. Na de terugkeer van Santa Anna riep deze de zeven wetten uit, waarna Corro aftad.
- International Standard Name Identifier: 0000 0000 4593 0472
- Library of Congress Control Number: no97053589
- SNAC: w64w2z8z
- Virtual International Authority File: 26672146
- WorldCat: E39PBJgMxmC6F3hYJ3DMFDkv73